# Горење Картељево
Горење Картељево (словен. Gorenje Karteljevo) је насељено место у општини Ново Место, регија Југоисточна Словенија, Словенија.

## Историја
До територијалне реорганизације у Словенији било је у саставу старе општине Ново Место.

## Становништво
У попису становништва из 2011. године, Горење Картељево је имало 150 становника.
| Број становника према пописима | Број становника према пописима | Број становника према пописима |
| ------------------------------ | ------------------------------ | ------------------------------ |
| 1991                           | 2002                           | 2011                           |
| 129                            | 146                            | 150                            |

Напомена: Године 1953. повећано за насеље Загорица које је укинуто.